# Café de los Maestros Vol. 1 y 2
Café de los Maestros Vol. 1 y 2 es un álbum realizado en dos volúmenes por diversos artistas uruguayos y argentinos mayores de 70 años, de larga trayectoria en el tango junto a músicos destacados de las nuevas generaciones.
Entre los artistas participantes estuvieron, entre otros, Alberto Podestá, Aníbal Arias, Atilio Stampone, Emilio Balcarce, Emilio de la Peña, Ernesto Baffa, Fernando Suárez Paz, Chula Clausi, Horacio Salgán, Juan Carlos Godoy, Leopoldo Federico, Mariano Mores, Virginia Luque, Osvaldo Berlingieri, Carlos García, Carlos Lazzari y Ubaldo de Lío.
El legendario bandoneonista Leopoldo Federico y Nicolás Ledesma, un brillante pianista de la nueva generación tocan el tango Sueño de tango que escribieron en colaboración. Lágrima Ríos (nacida el 26 de septiembre de 1924 y fallecida el 25 de diciembre de 2006), una leyenda del canto popular uruguayo, canta acompañada por el músico y productor, reconocido por su espíritu renovador, Gustavo Santaolalla (nacido el 19 de agosto de 1951).
El maestro Carlos Lazzari, que fuera bandoneonista y arreglador de la orquesta de Juan D'Arienzo, ejecuta una pieza uruguaya: La puñalada, de Horacio "Pintin" Castellanos; y otra uruguayo-argentina, La cumparsita, compuesta por Gerardo Matos Rodríguez y arreglada -previo a su estreno- por Roberto Firpo (quien estrenó la pieza musical) y con la letra de Pascual Contursi. Estas dos piezas fueron distintivas de Juan D'Arienzo, con las cuales comenzaba y terminaba, respectivamente, sus actuaciones. 
Las voces de Juan Carlos Godoy que actuara en el mítico programa radial de los '40 y '50 Glostora Tango Club en la orquesta de De Ángelis se une a la del joven Cristóbal Repetto en Alma en pena.
Carlos García (que fallecería el 4 de agosto de 2006) rinde tributo a Carlos Di Sarli con la grabación de Al maestro con nostalgia en tanto que Alberto Podestá volvió con Percal, el tango que estrenó cuando integraba la orquesta de Miguel Caló.
Leopoldo Federico con su bandoneón graba por primera vez junto a su hijo César, al piano. José Libertella hace su última grabación antes de morir el 8 de diciembre de 2004 en París. Oscar Ferrari que fallecería a los 84 años el 21 de agosto de 2008, canta el que fue su gran éxito: Será una noche.

## Artistas & Temas

### Volumen 1
- Carlos García y orquesta: Al maestro con nostalgia
- Lágrima Ríos & Aníbal Arias: Vieja viola
- Atilio Stampone y orquesta: Orgullo criollo
- Quinteto Baffa-De Lío: Pa'la guardia
- Virginia Luque: La canción de Buenos Aires
- Osvaldo Berlingieri y orquesta: A mis viejos
- Leopoldo Federico y orquesta: Al galope
- Alberto Podesta: Percal
- Emilio Balcarce y orquesta: Si sos brujo
- Nelly Omar: Viejo jardín
- Carlos Lazzari y orquesta: La cumparsita
- Horacio Salgán y orquesta: La llamó silbando
- José Libertella: Romántico bandoneon
- Mariano Mores y orquesta: Tanguera

### Volumen 2
- Leopoldo Federico y orquesta: Sueño de tango
- Lágrima Ríos y Gustavo Santaolalla: Un cielo para los dos
- Carlos Lazzari y orquesta: La puñalada
- Juan Carlos Godoy y Cristóbal Repetto: Alma en pena
- Emilio de la Peña: Loca bohemia
- Quinteto Baffa-De Lío: Chiqué
- Oscar Ferrari: Será una noche
- Horacio Salgán y orquesta: A fuego lento
- Gabriel 'Chula' Clausi: Mariposita
- Osvaldo Berlingieri y su cuarteto: Tierra querida
- Leopoldo Federico y cuarteto de bandoneones y contrabajo: Suite de Tangos / Al flaco Paz / Capricho otoñal / Preludio nochero
- Atilio Stampone y orquesta: Mi amigo Cholo
- Mariano Mores y orquesta: Taquito militar

## Recepción
Refiriéndose a este álbum el crítico Mauro Apicella comentó:

"Entre los rasgos generales se puede decir que el nivel instrumental supera al vocal, y que quizá los más bellos momentos estén marcados por intervenciones solistas o de dúos. El piano de Emilio de la Peña en un tango melancólico; el cuarteto de bandoneones, con Leopoldo Federico como solista, en un popurrí de títulos que aparece en el volumen 2; la intimidad que se genera entre la voz de Lágrima Ríos y la guitarra de Aníbal Arias. Lo contrario sucede cuando aparecen algunos intérpretes Sub 70 que participan en temas como "Un cielo para los dos". Entre otros tramos para destacar de estos primeros capítulos de la saga también hay algunas perlitas orquestales: soberbias versiones de "Sueño de tango" y "A mis viejos", según Federico y Berlingieri, respectivamente; los arreglos de Horacio Salgán para una típica, similar a la que tenía en los años cuarenta; Atilio Stampone con uno de sus éxitos ("Mi amigo Cholo") o el mismísimo Mores con una formación amplia, de esas que a él le gustan."

## Premios
Recibió el Grammy Latino al mejor álbum de tango en la 7.ª entrega anual.
Obtuvo los Premios Gardel a la producción del año y a mejor álbum grupo u orquesta de tango.

## Película
Sobre la base del back-stage de las grabaciones de Café de los Maestros" se realizó una película documental del mismo nombre dirigida por Miguel Kohan.